# Roberto Patrignani
Roberto Patrignani (* 21. November 1935 in Florenz; † 22. Januar 2008 in Mailand) war ein italienischer Motorradrennfahrer, Journalist, Schriftsteller und Abenteurer. Bekannt wurde er durch seine Erfolge im Rennsport der 1950er und 1960er Jahre sowie durch seine journalistischen Beiträge und abenteuerlichen Reisen, darunter eine Vespa-Fahrt von Mailand nach Tokio im Jahr 1964.

## Leben
Roberto Patrignani, geboren in Florenz, zog mit seiner Familie während des Zweiten Weltkriegs nach Mailand und 1944 nach Mandello del Lario. Die Nähe zur Moto-Guzzi-Fabrik weckte früh sein Interesse an Motorrädern. Bereits als junger Mann startete er parallel seine Karriere als Motorradrennfahrer und Journalist. Er schrieb unter anderem für renommierte Zeitschriften wie Motociclismo, Motosprint und Gazzetta dello Sportsowie für verschiedene Fachzeitschriften und war auch als Testfahrer tätig, u. a. für Moto Guzzi, Garelli, Suzuki. Später arbeitete er als Sportlicher Leiter für Garelli sowie in der Öffentlichkeitsarbeit für mehrere Hersteller.

## Rennsportkarriere
Patrignani nahm an etwa 150 Motorradrennen teil, darunter:
- Zweimal die Milano–Taranto
- Zweimal den Giro d’Italia
- Dreimal die Tourist Trophy

1963 gewann er das Rennen auf dem Circuit International de Bourg-en-Bresse auf einer Moto Morini 250. Im selben Jahr stellte er mit einer Garelli Monza einen 24-Stunden-Weltrekord mit einer Durchschnittsgeschwindigkeit von 108,834 km/h auf dem Monza-Ring auf. 1969 stellte er einen weiteren Rekord mit einem Moto Guzzi V7-Prototyp auf.

## Reisen und Abenteuer
- Mailand–Tokio (1964): Im Sommer 1964 fuhr Patrignani mit einer Vespa 150 von Mailand nach Tokio, eine Strecke von etwa 13.000 km in rund 85 Tagen. Die Route führte ihn durch Jugoslawien, Griechenland, die Türkei, Syrien, den Libanon, Jordanien, den Irak, den Iran, Afghanistan, Pakistan, Indien, Thailand, Malaysia, Hongkong und schließlich nach Japan.
- Kapstadt–Asmara (1966): Auf einer Moto Guzzi Dingo 50 legte er 7.500 km durch Afrika zurück, über mehrere Länder hinweg.
- USA Coast-to-Coast (1980): Mit einer Garelli Noi fuhr er von Charleston nach Los Angeles und legte dabei rund 4.450 km zurück.

## Veröffentlichungen
Patrignani veröffentlichte zahlreiche Bücher, Reiseberichte und Technikbücher, darunter:
- In Vespa da Milano a Tokyo (1965)
- La guida sportiva della moto (1967, gemeinsam mit Giacomo Agostini)
- Pane e chilometri (2004)

Darüber hinaus verfasste er zahlreiche mehrsprachige Fachbücher über Motorräder und Reisen.

## Würdigung
In seinem Wohnort Mandello del Lario wird jährlich ein Memorial-Vespa-Radforum („Girovagando per il lago e la Valsassina“) zu seinen Ehren abgehalten. Sein Sohn Franco unternahm 2014 eine Gedenkfahrt auf der Route seines Vaters von New York nach Kalifornien.